# Inuit Ataqatigiit
Die Inuit Ataqatigiit (grönländisch für „Gemeinschaft der Inuit“ bzw. „Gemeinschaft der Menschen“) ist eine politische Partei in Grönland.

## Geschichte
Die Inuit Ataqatigiit bildete sich 1976 als politische Gruppe. Sie nahm eine Position links des Gleichgewichts aus sozialdemokratischer Siumut und konservativer Atassut ein. Am 21. November 1978 erfolgte die offizielle Gründung als politische Partei. Ihr Ziel war die Unabhängigkeit von Dänemark und eine internationale Zusammenarbeit mit den Inuit in Kanada und Alaska. Im Laufe der Jahre bewegte sich die Partei immer weiter auf die Mitte zu und gewann an Zustimmung.
Bei der ersten Parlamentswahl 1979 konnte die Inuit Ataqatigiit noch keinen Parlamentssitz erzielen, da die Polarisierung von Siumut und Atassut zu groß war. In den folgenden Jahren gelang ihr jeweils der Einzug ins Parlament, wo die Partei dafür sorgte, dass weder Siumut noch Atassut die absolute Mehrheit erzielen konnte. Daher entschied die Inuit Ataqatigiit mittels Koalitionen über den Regierungschef, wobei die Entscheidung immer zugunsten der politisch näherstehenden Siumut ausfiel. Bis 2002 verbesserte die Partei ihr Wahlergebnis jedes Mal. Im selben Jahr stellte sie auch erstmals die zweitstärkste Kraft im Land dar. Nach einem leichten Stimmenrückgang 2005 gelang der Partei 2009 ein Erdrutschsieg, bei dem sie ihr Ergebnis verdoppelte. Dadurch stellte die Inuit Ataqatigiit von 2009 bis 2013 mit Kuupik Kleist zum ersten Mal einen Premierminister, der nicht der Siumut angehörte. Seither ging die Stimmenzahl bei jeder Wahl wieder zurück, auch wenn die Partei nach der Siumut weiterhin die zweitstärkste Kraft war.
2021 konnte die Partei zum zweiten Mal in der Parteigeschichte die Wahl gewinnen. Im Mittelpunkt des Wahlkampfs stand der Widerstand gegen den geplanten Uranabbau in Narsaq. Bei der Wahl 2025 verlor die Partei die Macht wieder und wurde nur drittstärkste Kraft.

## Politische Ausrichtung
Nachdem sich die Partei anfangs noch sehr auf die Unabhängigkeit als alleiniges Ziel konzentriert hatte, setzt sich die Inuit Ataqatigiit mittlerweile für eine stärkere Wettbewerbsfähigkeit der grönländischen Wirtschaft ein, ohne die eine Unabhängigkeit allein aus finanzieller Sicht unmöglich ist. Sie will die Fischerei stärken und außerdem Bergbau unter Berücksichtigung von Umwelt und Gesundheit als Einnahmequelle nutzen, lehnt aber den Uranabbau ab und möchte mehr auf den Tourismus setzen sowie die grönländischen Exportmöglichkeiten verbessern. Daneben setzt sie sich für eine soziale Politik und beispielsweise die Aufnahme von Flüchtlingen ein.

## Internationale Verbindungen
Die Partei ist seit 2009 Mitglied der Nordischen Grünen Linken (NGL).

## Parteivorsitzende
- 1978–1980: Zentralkomitee
- 1980–1993: Aqqaluk Lynge
- 1993–1994: Johan Lund Olsen
- 1994–2007: Josef Motzfeldt
- 2007–2014: Kuupik Kleist
- 2014–2018: Sara Olsvig
- seit 2018: Múte B. Egede

## Wahlergebnisse

### Parlamentswahlen
| Wahl | Stimmen | Stimmenanteil | Sitze   | Platz | Folge                                           |
| ---- | ------- | ------------- | ------- | ----- | ----------------------------------------------- |
| 1979 | 0.0813  | 04,4 %        | 0 / 21  | 4     | nicht im Parlament vertreten                    |
| 1983 | 02.612  | 10,6 %        | 2 / 26  | 3     | ohne Ministerposten in der Regierung            |
| 1984 | 02.732  | 12,1 %        | 3 / 25  | 3     | Juniorpartner der Regierung                     |
| 1987 | 03.823  | 15,3 %        | 4 / 27  | 3     | Juniorpartner der Regierung, ab 1988 Opposition |
| 1991 | 04.848  | 19,4 %        | 5 / 27  | 3     | Juniorpartner der Regierung                     |
| 1995 | 05.180  | 20,3 %        | 6 / 31  | 3     | Opposition                                      |
| 1999 | 06.217  | 22,1 %        | 7 / 31  | 3     | Juniorpartner der Regierung, später Opposition  |
| 2002 | 07.243  | 25,6 %        | 8 / 31  | 2     | Opposition                                      |
| 2005 | 06.517  | 22,6 %        | 7 / 31  | 3     | Juniorpartner der Regierung                     |
| 2009 | 12.457  | 44,1 %        | 14 / 31 | 1     | Seniorpartner der Regierung                     |
| 2013 | 10.374  | 34,7 %        | 11 / 31 | 2     | Opposition                                      |
| 2014 | 09.783  | 33,5 %        | 11 / 31 | 2     | Opposition, ab 2016 Juniorpartner der Regierung |
| 2018 | 07.478  | 25,8 %        | 8 / 31  | 2     | Opposition                                      |
| 2021 | 09.912  | 37,4 %        | 12 / 31 | 1     | Seniorpartner der Regierung                     |
| 2025 | 06.119  | 21,6 %        | 7 / 31  | 3     | Juniorpartner der Regierung                     |

### Folketingswahlen
| Wahl | Stimmen                                    | Stimmenanteil                              | Sitze                                      | Platz                                      | Abgeordneter                               |
| ---- | ------------------------------------------ | ------------------------------------------ | ------------------------------------------ | ------------------------------------------ | ------------------------------------------ |
| 1981 | Kandidaten im Parteienverbund angetreten   | Kandidaten im Parteienverbund angetreten   | Kandidaten im Parteienverbund angetreten   | Kandidaten im Parteienverbund angetreten   | Kandidaten im Parteienverbund angetreten   |
| 1984 | 2.939                                      | 13,7 %                                     | 0 / 2                                      | 3                                          | nicht vertreten                            |
| 1987 | 2.001                                      | 12,5 %                                     | 0 / 2                                      | 3                                          | nicht vertreten                            |
| 1988 | 3.628                                      | 17,3 %                                     | 0 / 2                                      | 3                                          | nicht vertreten                            |
| 1990 | 3.281                                      | 17,0 %                                     | 0 / 2                                      | 3                                          | nicht vertreten                            |
| 1994 | Kandidaten im Kandidatenverbund angetreten | Kandidaten im Kandidatenverbund angetreten | Kandidaten im Kandidatenverbund angetreten | Kandidaten im Kandidatenverbund angetreten | Kandidaten im Kandidatenverbund angetreten |
| 1998 | 4.988                                      | 21,4 %                                     | 0 / 2                                      | 3                                          | nicht vertreten                            |
| 2001 | 7.172                                      | 30,8 %                                     | 1 / 2                                      | 1                                          | Kuupik Kleist                              |
| 2005 | 5.785                                      | 25,0 %                                     | 1 / 2                                      | 2                                          | Kuupik Kleist                              |
| 2007 | 8.347                                      | 33,2 %                                     | 1 / 2                                      | 1                                          | Juliane Henningsen                         |
| 2011 | 9.587                                      | 42,6 %                                     | 1 / 2                                      | 1                                          | Sara Olsvig                                |
| 2015 | 7.914                                      | 39,2 %                                     | 1 / 2                                      | 1                                          | Aaja Chemnitz Larsen                       |
| 2019 | 6.881                                      | 34,4 %                                     | 1 / 2                                      | 1                                          | Aaja Chemnitz Larsen                       |
| 2022 | 4.852                                      | 24,6 %                                     | 1 / 2                                      | 2                                          | Aaja Chemnitz                              |